# 戰鬥之歌
戰歌（英語：Fight Song）是美國歌手瑞秋·普蕾頓的歌曲，由哥倫比亞唱片在2015年2月19日發行單曲。之後出現在普蕾頓的2015年同名迷你專輯當中。這首歌廣受好評，在美國《告示牌》百強單曲榜登上第10名、在《告示牌》40強成人榜登上第6名、在《告示牌》成人當代榜登上第12名、在澳洲單曲榜登上第3名、在紐西蘭登上第8名、在《告示牌》加拿大榜登上第14名，以及《告示牌》數位下載榜冠軍，意味著這首歌在美國2015年6月28日這週是最佳銷售單曲。這首歌也在《告示牌》電台歌曲榜登上第13名，和夏日歌曲榜第19名。

## 媒體的使用與演出
2014年6月27日，普蕾頓首度在We Heart It上發布〈戰鬥之歌〉。這首歌隨後被用在《美少女的謊言》第五季的聖誕節特集。普蕾頓將這首歌更加廣為人知歸功於這齣電視劇。這首歌也出現在澳洲七號電視網電視劇《復仇》的預告當中。同樣也出現在CBS於2015年5月上映的電視劇《女超人》預告，以及福特汽車的電視廣告當中，也使用至中國好聲音成功之曲。

## 音樂錄影帶
詹姆斯·李斯（James Lees）執導的音樂錄影帶在2015年5月19日推出。拍攝過程持續了四天。普蕾頓提到音樂錄影帶的概念：「我希望我的錄影帶能顯現出兩個方面——我的恐懼與痛苦——但我也希望展現出，有時若要克服戰鬥的話，我們就必須要放手。」 

## 曲目
數位下載
1. 〈戰鬥之歌〉－3:22
2. 〈Lone Ranger〉－3:07

## 榜單

### 周榜單
| 排行榜（2015年）                          | 最高 排名 |
| ----------------------------------------- | --------- |
| 澳大利亚（澳大利亚唱片业协会單曲榜）      | 2         |
| 奥地利（Ö3四十强单曲榜）                  | 30        |
| 比利时佛兰德（Ultratop五十强单曲榜）      | 26        |
| 比利时瓦隆（Ultratip榜外單曲榜）          | 6         |
| 加拿大（Canadian Hot 100）                | 5         |
| 捷克（電台百強單曲榜）                    | 24        |
| 捷克（百強數位單曲榜）                    | 19        |
| 歐洲（《告示牌》Euro Digital Song Sales） | 4         |
| 法国（法國唱片出版業公會單曲榜）          | 89        |
| 愛爾蘭（愛爾蘭唱片音樂協會单曲榜）        | 6         |
| Italy (FIMI)                              | 100       |
| 荷兰（百强单曲榜）                        | 75        |
| 新西兰（新西兰唱片音乐协会单曲榜）        | 8         |
| 波蘭（波蘭百大電台榜）                    | 10        |
| 蘇格蘭（官方榜单公司單曲榜）              | 1         |
| 斯洛伐克（電台百強單曲榜）                | 19        |
| 西班牙（西班牙音樂製作協會）              | 36        |
| 瑞典（瑞典最熱榜）                        | 56        |
| 瑞士（瑞士热门音乐榜）                    | 38        |
| 英國（官方榜单公司單曲榜）                | 1         |
| 美国（《告示牌》百大單曲榜）              | 6         |
| 美國（《告示牌》成人當代單曲榜）          | 1         |
| 美國（《告示牌》Adult Pop Airplay）       | 1         |
| 美國（《告示牌》Pop Airplay）             | 8         |

## 销量认证
| 地區                                  | 认证    | 认证单位/销量 |
| ------------------------------------- | ------- | ------------- |
| 美国（美國唱片業協會）                | 2× 白金 | 2,000,000     |
| *僅含認證的實際銷量 ^僅含認證的出貨量 |         |               |